# Kamen Rider Decade
Kamen Rider Decade (仮面ライダーディケイド Kamen Raidā Dikeido) – japoński serial tokusatsu, dziewiętnasta odsłona serii Kamen Rider. Powstał przy współpracy Ishimori Productions oraz Toei Company. Emitowany był na kanale TV Asahi od 25 stycznia 2009 do 30 sierpnia tego samego roku, liczył 31 odcinków.
Jak sama nazwa wskazuje, Decade jest dziesiątym serialem Kamen Rider wyprodukowanym w epoce Heisei. Z tego powodu w serialu tym pojawiają się również Riderzy z przeszłości, a sam główny bohater ma unikalną zdolność transformacji w 9 swoich poprzedników.
Sloganem serii jest zdanie: "Zniszcz wszystko. Złącz wszystko" (全てを破壊し、全てを繋げ Subete o hakaishi, subete o tsunage).

## Fabuła
Młody fotograf Tsukasa Kadoya pewnego dnia spotyka Wataru Kurenaia, który mówi mu o nadchodzącej niedługo zagładzie świata. Przyczyną tego jest to, że istnieje 9 światów równoległych do rzeczywistości w jakiej żyje Tsukasa. Jeśli światy złączą się, dojdzie do ich zniszczenia. Tymczasem Natsumi Hikari ma sen, w którym toczy się wojna między wszystkimi Riderami. Bitwę przerwie tajemniczy Rider zwany Decadem, który pokona pozostałych, jednak jedynym, który stawi mu opór jest Kuuga. W splocie okoliczności Tsukasa otrzymuje pas zwany Decadriverem i staje się Decadem. Jego zadanie to zniszczenie Riderów z innych światów i uchronienie swego świata od katastrofy. Podróżujący między światami Tsukasa wykonuje swoje zadanie w nieco inny sposób i zamiast pokonywać Riderów zaczyna z nimi współpracować przez co zdobywa ich przychylność i moce. Do jego towarzyszy podróży dołączają Natsumi oraz Yuusuke Onodera. Niedługo później na scenę wchodzi złodziejaszek Daiki Kaito, który posiada moc Kamen Ridera Dienda.

## Bohaterowie
- Tsukasa Kadoya (jap. 門矢 士 Kadoya Tsukasa) / Kamen Rider Decade (jap. 仮面ライダーディケイド Kamen Raidā Dikeido) - główna postać serialu, młody chłopak-hipokryta nieznający swej przeszłości i  pochodzenia. Interesuje się fotografowaniem, jednak wszystkie jego zdjęcia wychodzą źle. Tłumaczy to tym, że ma wrażenie, że pochodzi z innego świata. Któregoś dnia Wataru Kurenai mówi mu, że istnieje 9 równoległych światów, w których żyją Kamen Riderzy. Ich istnienie może spowodować zniszczenie świata, z którego pochodzi Tsukasa. Chłopak otrzymuje pas oraz karty do przemiany i staje się Decadem. Podróżuje po światach w poszukiwaniu swojego, jednak nie niszczy ich, tylko zaprzyjaźnia się z pozostałymi Riderami zyskując przy tym ich moce i umiejętność przemiany w nich. Niestety w końcu doprowadza to do jednoczenia się światów i wybuchu wojny między Riderami.

- Natsumi Hikari (jap. 光 夏海 Hikari Natsumi) - przyjaciółka Tsukasy. Mieszka wraz ze swym dziadkiem w jego studiu fotograficznym. Posiada umiejętność doprowadzania ludzi do śmiechu poprzez mocne naciśnięcie kciukiem w kark. W liceum założyła ze swymi znajomymi klub dla studentów chcących rzucić szkołę, jednak zmieniła zdanie i klub rozwiązano. Natsumi miała sen, w którym działa się wojna między Kamen Riderami, a jej zwycięzcą był Kamen Rider Decade. Kiedy odnajduje jego pas i karty podczas zagłady jej świata oddaje je Tsukasie i staje się jego towarzyszką podróży. Natsumi nie wierzy w to, że Tsukasa jest niszczycielem światów. W drugim filmie Natsumi staje się Kamen Riderem Kivarą (仮面ライダーキバーラ Kamen Raidā Kibāra).

- Eijirō Hikari (jap. 光 栄次郎 Hikari Eijirō) - dziadek Natsumi, fotograf. Mieszka w swoim studiu fotograficznym wraz ze swą wnuczką, którą wychował po stracie jej rodziców. Hikari ukrywa swą drugą tożsamość - Kalmarodiabła (イカデビル Ikadebiru) oraz to, że należy do Wielkiego Szokera. Mimo wszystko jest on postacią pozytywną, a swoją drugą stronę przybiera jedynie zmuszony w jakiś sposób.

- Yūsuke Onodera (jap. 小野寺 ユウスケ Onodera Yūsuke) / Kamen Rider Kuuga (jap. 仮面ライダークウガ Kamen Raidā Kūga) - alternatywna wersja Yūsukego Godaia, jeden z Riderów Dziewięciu Światów, naiwny i pewny siebie młodzieniec, który posiadł moc przemiany w Kuugę i pomagał policji w walce z Gurongi, które były utrapieniem w jego świecie. Żywił uczucia do współpracującej z nim policjantki Ai Yashiro i walczył o jej szczęście, jednak została ona ofiarą jednego z Gurongich i następnie zmarła. Yūsuke po śmierci Ai i ostatecznym pokonaniu Gurongi dołącza do Tsukasy i Natsumi w ich podróży między światami.

- Daiki Kaitō (jap. 海東 大樹 Kaitō Daiki) / Kamen Rider Diend (jap. 仮面ライダーディエンド Kamen Raidā Diendo) - dawny policjant, aktualnie drobny złodziejaszek podróżujący między światami w poszukiwaniu rzeczy, które uznawałby za cenne. Jego łupem pewnego razu padło urządzenie zwane Diendriverem czyniąc go Diendem. Wydawać się może, że Kaitō zna przeszłość Tsukasy, jednak nie wyjawia jej w żadnym odcinku. Jest poszukiwany w swoim świecie przez jego faktycznego władcę - Czternastego, z którym to wcześniej chłopak współpracował w programie kontroli umysłów innych ludzi.

- Narutaki (jap. 鳴滝) - tajemniczy mężczyzna w szarym kapeluszu i prochowcu, główny antagonista serii. Uznaje się za proroka podróżującego między światami by ostrzec tubylczych Riderów o obecności Decade'a - Niszczyciela Światów. Ma zdolność swobodnego przechodzenia ze świata do świata oraz wzywania innych Riderów. Narutaki twierdzi, że dla Tsukasy nie ma miejsca w żadnym świecie - gdziekolwiek by się on nie pojawił, to miejsce czeka zagłada. Próbuje tym samym uratować życie Natsumi ostrzegając ją, że jeśli wybuchnie wojna Riderów, to pozna ona prawdziwe oblicze Decade'a.

## Światy

### Świat Natsumi
W tym świecie Tsukasa przebywa w pierwszym odcinku.

### ŚwiatKuugi
W świecie Kuugi Tsukasa przebywał w odcinkach od 1 do 3. Z tego świata pochodzi Yuusuke Onodera.
- Ai Yashiro
- Gurongi
- N-Gamio-Zeda

### ŚwiatKivy
W świecie Kivy Tsukasa przebywał w odcinkach 4 i 5.
- Wataru/Kamen Rider Kiva (ワタル/仮面ライダーキバ)
- Kibat Trzeci (キバットバットⅢ世)
- Potwory zbrojne
- Ryou Itoya
- Fangire Żuk
  - Fangire Motyl
  - Fangire Lew

### ŚwiatRyukiego
W świecie Ryukiego Tsukasa przebywał w odcinkach 6 i 7.
- Shinji Tatsumi/Kamen Rider Ryuki
- Ren Haguro/Kamen Rider Knight
- Reiko Momoi
- Kamata/Kamen Rider Abyss
- Inni Riderzy
- Lustrzane Potwory
- Ujarzmione Potwory

### ŚwiatBlade'a
W świecie Blade'a Tsukasa przebywał w odcinkach 8 i 9.
- Kazuma Kendate/Kamen Rider Blade
- Sakuya Hishigata/Kamen Rider Garen
- Mutsuki Kuroba/Kamen Rider Leangle
- Hajime Shijou/Kamen Rider Chalice
- Ai, Mai i Mi
- Nieumarli

### ŚwiatFaiza
W świecie Faiza Tsukasa przebywał w odcinkach 10 i 11.
- Takumi Oogami/Kamen Rider Faiz
- Yuri Tomoda
- Orfenok Tygrys
- Orfenoki

### ŚwiatAgito
W świecie Agito Tsukasa przebywał w odcinkach 12 i 13.
- Shouichi Ashikawa/Kamen Rider Agito
- Toko Yashiro
- Taurus Ballista
- Lordowie
- Gurongi

### ŚwiatDen-O
W świecie Den-O Tsukasa przebywał w odcinkach 14 i 15 a także w filmie kinowym.

### ŚwiatKabuto
W świecie Kabuto Tsukasa przebywał w odcinkach 16 i 17.

### ŚwiatHibikiego
W świecie Hibikiego Tsukasa przebywał w odcinkach 18 i 19.

### Świat Negatywów
W tym świecie Tsukasa przebywał w odcinkach 20 i 21.

### Świat Dienda
W tym świecie Tsukasa przebywał w odcinkach 22 i 23.
- Jun'ichi Kaitou/Kamen Rider Glaive (海東 純一/仮面ライダーグレイブ  Kaitō Jun'ichi/Kamen Raidā Gureibu)

### ŚwiatShinkengersów
W tym świecie Tsukasa przebywał w odcinkach 24 i 25.

### ŚwiatyRX-aiBlacka
W tych światach Tsukasa przebywał w odcinkach 26 i 27.
- Koutarou Minami/Kamen Rider Black RX (南 光太郎/仮面ライダーBLACK RX Minami Koutarou/Kamen Raidaa Burakku Aaru Ekkusu)
- Koutarou Minami/Kamen Rider Black (南 光太郎/仮面ライダーBLACK  Minami Koutarou/Kamen Raidaa Burakku)
- Schwarian
- Chapsi

### ŚwiatAmazona
W tym świecie Tsukasa przebywał w odcinkach 28 i 29.

## Odcinki
1. Wojna Riderów (ライダー大戦 Raidā Taisen)
2. Świat Kuugi (クウガの世界 Kūga no Sekai)
3. Doskonałość (超絶 Chōzetsu)
4. Druga część ♬ Książę Kiva (第二楽章♬キバの王子 Dai Ni Gakushō ♬ Kiba no Ōji)
5. Kwalifikacje gryzącego króla  (かみつき王の資格 Kamitsuki Ō no Shikaku)
6. Sąd polowy: Świat Ryukiego (バトル裁判・龍騎ワールド Batoru Saiban: Ryūki Wārudo)
7. Sztuczka prawdziwego winnego (超トリックの真犯人 Chō Torikku no Shinhannin)
8. Witamy w restauracji Blade'a (ブレイド食堂いらっしゃいませ Bureido Shokudō Irasshaimase)
9. Ostrze Blade'a (ブレイドブレード Bureido Burēdo)
10. Złodziej-dżentelmen ze szkoły Faiza (ファイズ学園の怪盗 Faizu Gakuen no Kaitō)
11. 555 twarzy, jeden skarb (555つの顔、１つの宝 Faizutsu no Kao, Hitotsu no Takara)
12. Ponowne spotkanie: Projekt Agito (再会　プロジェクト・アギト Saikai: Purojekuto Agito)
13. Przebudzenie: Tornado dusz (覚醒　魂のトルネード Kakusei: Tamashii no Torunēdo)
14. Początek Super Den-O (超・電王ビギニング Chō Den'ō Biginingu)
15. Super Momotaros przybywa! (超モモタロス、参上! Chō Momotarosu, Sanjō!)
16. Ostrzeżenie: Kabuto w amoku (警告：カブト暴走中 Keikoku: Kabuto Bōsōchū)
17. Babcine poczucie smaku (おばあちゃん味の道 Obaachan Aji no Michi)
18. Niedziałający Hibiki (サボる響鬼 Saboru Hibiki)
19. Koniec podroży (終わる旅 Owaru Tabi)
20. Mroczni Riderzy ze Świata Negatywów (ネガ世界の闇ライダー Nega Sekai no Yami Raidā)
21. Chodzący album wszystkich Riderów (歩く完全ライダー図鑑 Aruku Kanzen Raidā Zukan)
22. Poszukiwany: Diend (ディエンド指名手配 Diendo Shimeitehai)
23. Koniec Końca (エンド・オブ・ディエンド Endo Obu Diendo, End Of Diend)
24. Przybycie Drużyny Samurajów (見参侍戦隊 Kenzan Samurai Sentai)
25. Naprzód, przeklęty Riderze (外道ライダー、参る！ Gedō Raidā, Mairu!)
26. RX! Atak Wielkiego Szokera (RX！大ショッカー来襲 Āru Ekkusu! Daishokkā Raishū)
27. Black i Black RX (BLACK×BLACK RX Burakku tai Burakku Āru Ekkusu)
28. Amazon, przyjaciel (アマゾン、トモダチ Amazon, Tomodachi)
29. Silny i nagi silny gościu (強くてハダカで強い奴 Tsuyokute Hadaka de Tsuyoi Yatsu)
30. Wojna Riderów: Prolog (ライダー大戦・序章 Raidā Taisen: Joshō)
31. Niszczyciel światów (世界の破壊者 Sekai no Hakaisha)

## Obsada
- Tsukasa Kadoya: Masahiro Inoue
- Daiki Kaitou: Kimito Totani
- Natsumi Hikari: Kanna Mori
- Eijirou Hikari: Renji Ishibashi
- Yuusuke Onodera: Ryouta Murai
- Narutaki: Tatsuhito Okuda
- Kibara: Miyuki Sawashiro (głos)